# Caza de ballenas en las Islas Feroe

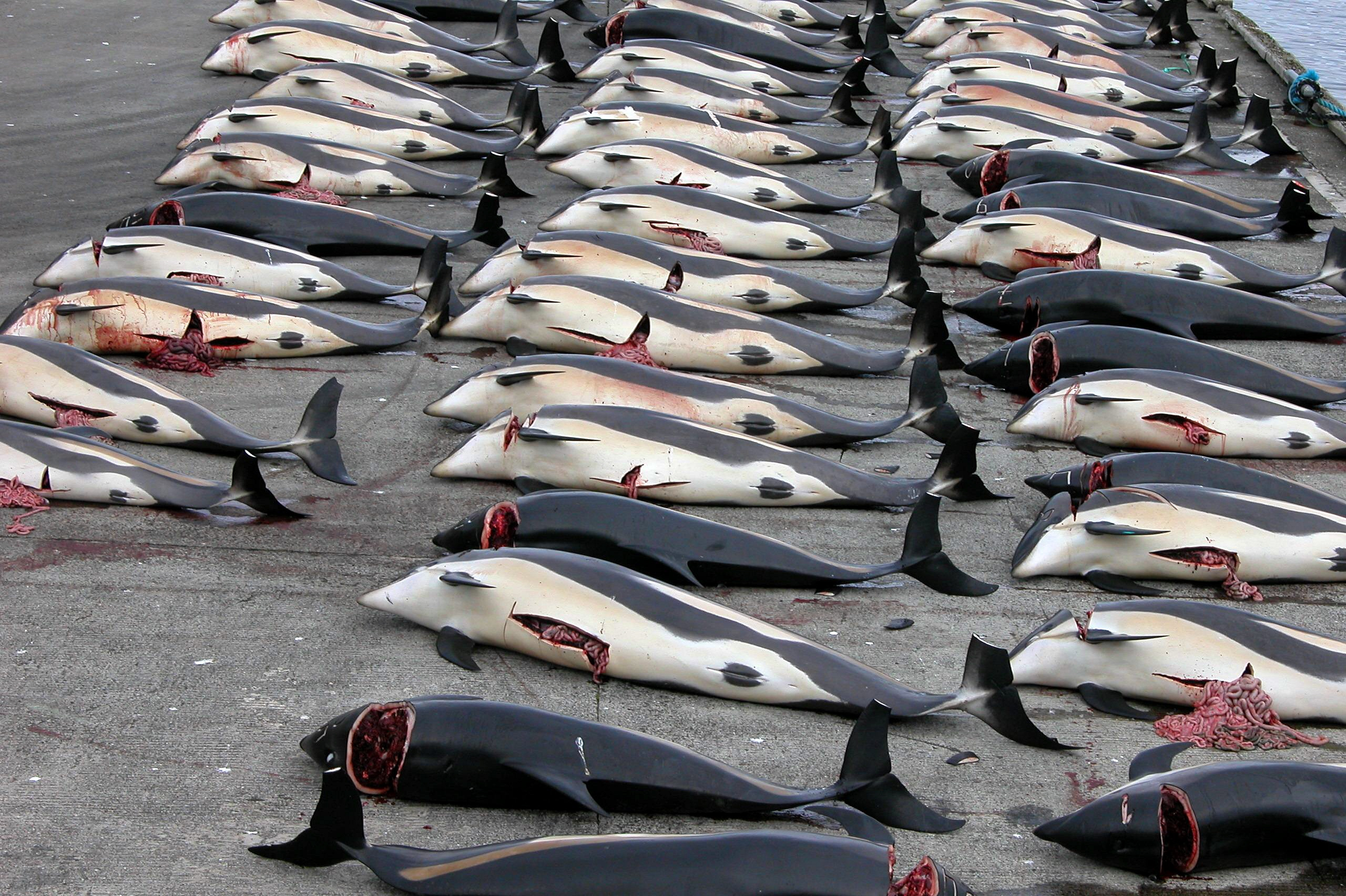
Ballenas piloto muertas en las Islas Feroe producto de la caza.

La caza de ballenas en las Islas Feroe se realiza como una fuente de obtención de alimento y sustento en las islas.
En esta tradición, los jóvenes matan anualmente unas 900 ballenas piloto y delfines del Atlántico, siendo esta cantidad aproximadamente el 1% de la población total de ballenas piloto. Actualmente, debido al cambio de alimentación, a las importaciones de alimentos y también al elevado contenido de mercurio de las aguas, las ballenas matadas no se utilizan como alimento y el Grindrap está cada vez más visto como una crueldad por gran parte de la población mundial.

## Historia
La caza de delfines en las Islas Feroe es una actividad que se desarrolla desde hace unos 1200 años[cita requerida], principalmente con ballenas piloto (conocidos también como delfines calderones), pues antiguamente era una fuente importante de recursos para las islas, cuando era una colonia normanda.
Según los habitantes de las islas, la caza de calderones es una forma más de subsistencia.. Sin embargo, esta actividad conlleva a enfrentamientos entre los activistas pro defensa de la vida del animal y los feroenses.  .
Cada año, 1300 ballenas jorobadas son sacrificadas en las Islas Feroe, con un promedio de aprox. 800 ballenas jorobadas por año (solo las ballenas jorobadas se incluyen en las cifras, en algunos años también ocurren otros tipos de ballenas),
Los habitantes consideran que esta actividad se realiza debido a la escasez de recursos de la isla. No obstante, en la actualidad su uso alimentario tiene un carácter secundario en el conjunto del ritual.

## Contaminación con metales pesados
Uno de los argumentos de los feroenses para defender la actividad es la obtención de recursos principalmente nutricionales en una geografía que es poco apta para la agricultura o cría de animales. Sin embargo, estudios realizados en calderones varados en las islas británicas demostraron los altos niveles de metales pesados (como plomo y cadmio) encontrados en la carne de estos animales, transformándose en un grave riesgo para la salud del consumidor. 